# Edgar Drefenstedt
Edgar Drefenstedt (* 12. Februar 1921 in Gardelegen; † 3. Juni 2009 in Berlin) war ein deutscher Didaktiker an der Akademie der Pädagogischen Wissenschaften der DDR. 
Drefenstedt begann 1939 als Arbeiter. Nach dem Zweiten Weltkrieg unterrichtete er von 1946 bis 1950 als Neulehrer in Gardelegen. 1950 wurde er Schulrat, bis er von 1952 bis 1956 Chefredakteur für die Zeitschrift Pädagogik in Berlin wurde. Von 1956 bis 1958 war er Aspirant am Pädagogischen Zentralinstitut. Von 1960 bis 1970 wirkte er als Sektionsleiter für Unterrichtsmethodik und Lehrpläne sowie als stellvertretender Direktor am DPZI und Professor für Systematische Pädagogik. 
Ab 1970 war er Direktor des Instituts für Didaktik und vertrat pädagogische Theorie. Er wurde 1984 emeritiert. Er arbeitete eng mit dem Didaktiker Hans-Jörg König zusammen. 
Drefenstedt gab das Standardwerk der DDR-Pädagogik Pädagogische Tätigkeit, Wesen, Ziel und Inhalt heraus, das stark auf den sowjetischen Pädagogen Boris Lichatschow (Theorie der kommunistischen Erziehung, Moskau 1974) bezogen war. Doch forderte Drefenstedt bereits in den 1980er Jahren eine stärkere Individualisierung des pädagogischen Vorgehens statt einer Kollektiverziehung, womit er Vorgaben des Ministeriums für Volksbildung angriff. 
Er erhielt mehrere Auszeichnungen, so die Verdienstmedaille der DDR. 

## Schriften
- (Hg.): Zur Erhöhung der geistigen Aktivität der Schüler im Unterrichtsprozess, Berlin 1976
- Sozialistische Unterrichtstheorie. Entwicklungen in der DDR von 1945 bis 1965, Berlin 1977
- (Hg. u. Übs.) Boris Lichatschow, Pädagogische Tätigkeit, Wesen, Ziel und Inhalt, Berlin 1978
- Fragen der Lehrplantheorie, Berlin 1979
- Individuelle Besonderheiten – Individuelle Förderung, Berlin 1981
- Didaktische Schriften, Beiträge zur Pädagogik, Bd. 33, Berlin 1985
- Fragen der Theorieentwicklung in der Pädagogik, Berlin 1988
- Reform oder Revisionismus. Eine Analyse des Jahrgangs 1956 der Zeitschrift „Pädagogik“. In: W. Steinhöfel: Spuren der DDR-Pädagogik, Weinheim 1993, S. 68–102.